# Уолтер де Ласи, 2-й лорд Мита
Уолтер де Ласи (ок. 1172—1241) — англо-нормандский аристократ и военачальник, 2-й лорд Мита (1186—1241). Старший сын Гуго де Ласи (ок. 1135—1186), 1-го лорда Мита (1172—1186), от первого брака с Рохезой Монмут (ок. 1135/1140 — ок. 1180).
Владел значительными земельными угодьями, ему принадлежали замок Уобли (Херефордшир), замок Ладлоу в Шропшире, замок Эвайс Ласи в Уэльской марке, а также ряд имений в Нормандии.

## Биография
Вместе со своим отцом Уолтер принимал участие в строительстве замка Трим в графстве Мит.
Во время восстания Иоанна Безземельного против старшего брата, Ричарда Львиное Сердце (1193—1194), де Ласи вместе с другим крупным англо-нормандским феодалом в Ирландии, Джоном де Курси, поддержал Ричарда. Он арестовал нескольких рыцарей во главе с Петром Пипардом, юстициарием Ирландии, поддерживавших принца Джона. В 1194 году Уолтер де Ласи принес вассальную присягу на верность королю Ричарду, который утвердил за ним титул лорда Мита. В 1199 году после вступления на престол Иоанна Безземельного его юстициарий в Ирландии стал жаловаться на баронов Джона де Курси и Уолтера де Ласи.
В 1203 году Иоанн Безземельный пожаловал город Лимерик во владение своему фавориту Уильяму де Браозу (1144/1153-1211), тестю де Ласи. Последний стал заместителем тестя в Лимерике.

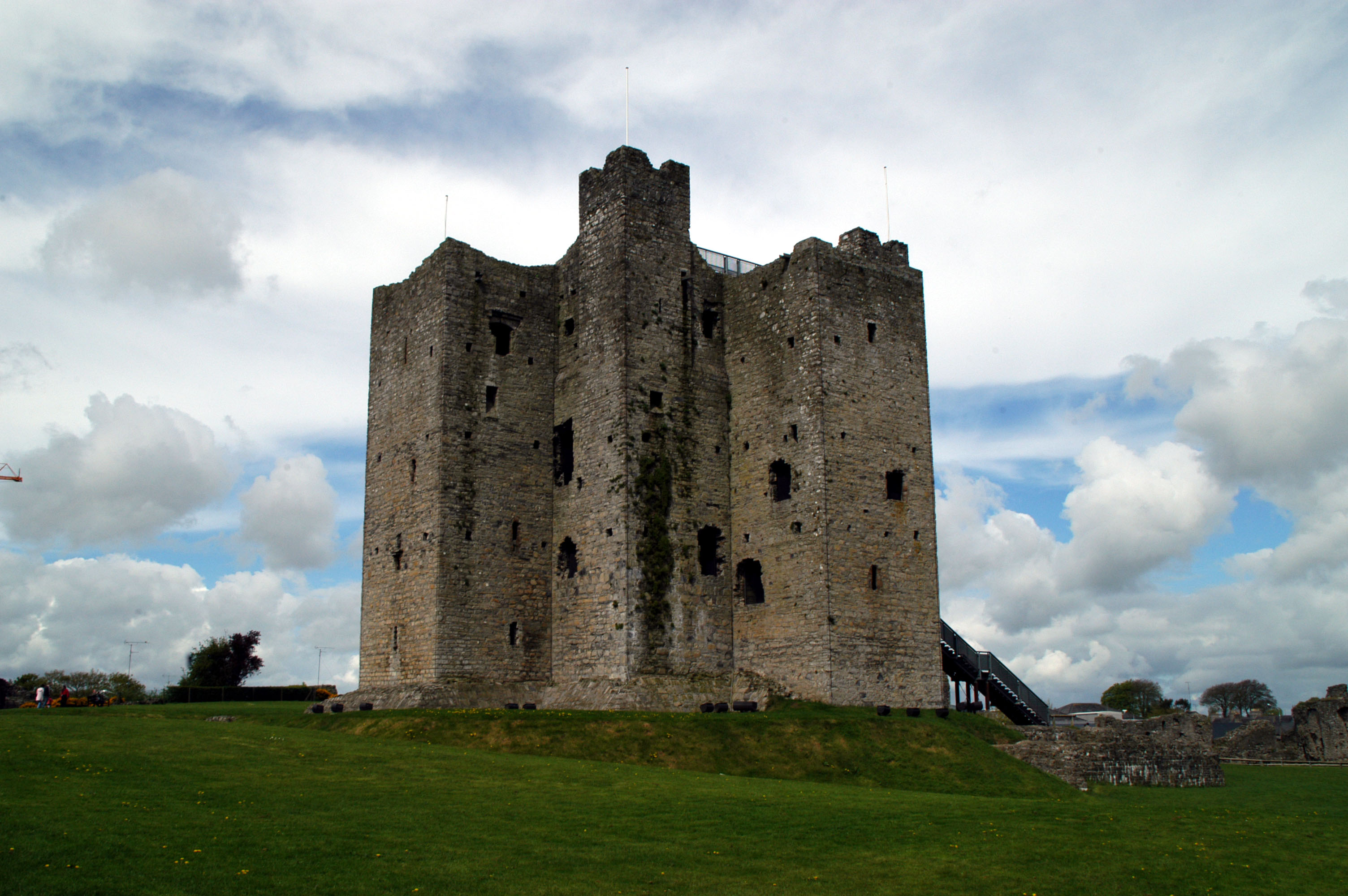
Замок Трим (графство Мит)

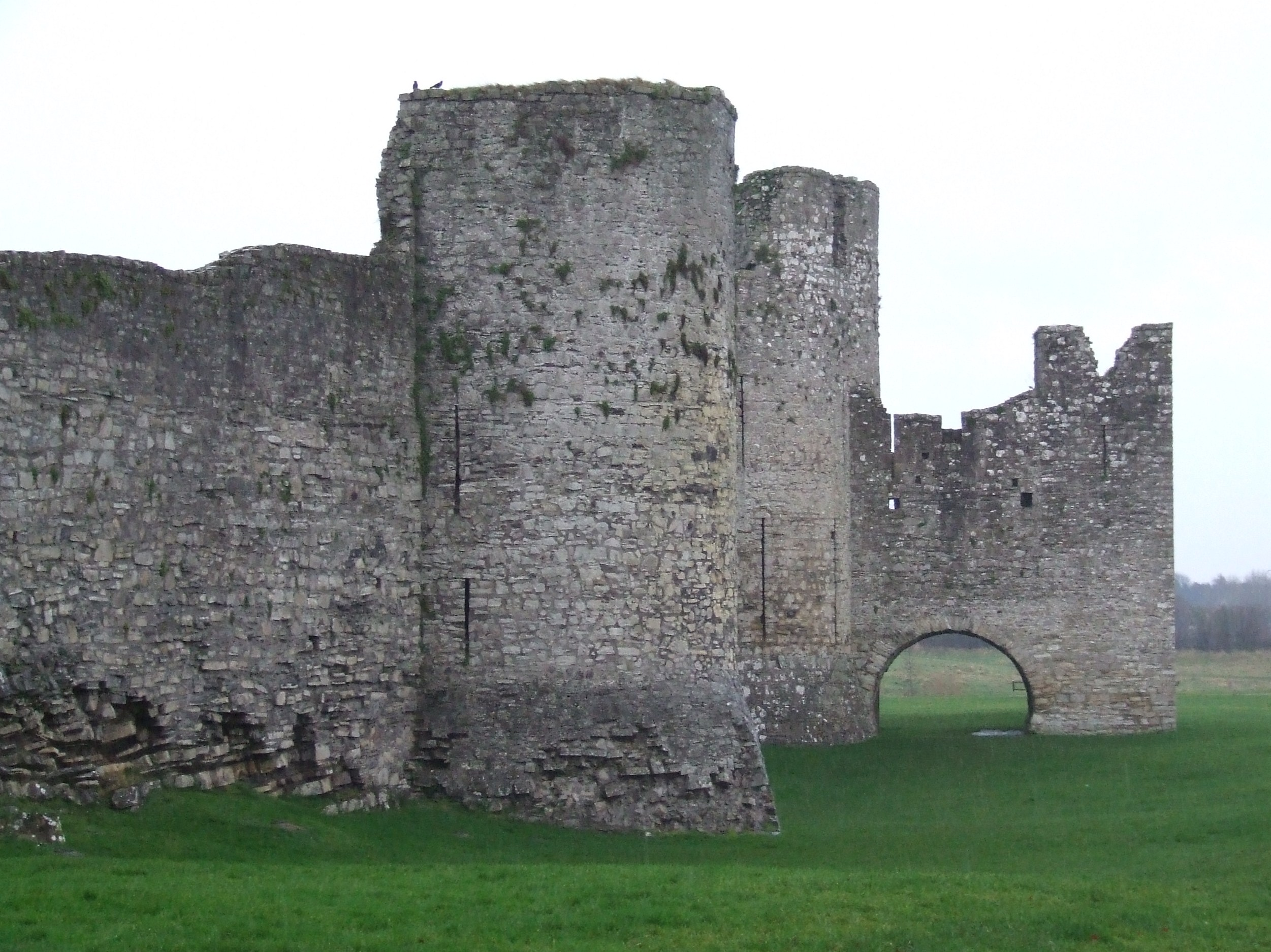
Барбакан в замке Трим

В 1206—1207 годах де Ласи был вовлечен в конфликт с Мейлером Фиц-Генри (ум. 1220), юстициарием Ирландии, который арендовал земли Ласи в графстве Мит. Мейлер захватил Лимерик. В апреле 1207 года король вызвал де Ласи в Англию. После того, как Гуго де Ласи, граф Ольстер, взял в плен Мейлера Фиц-Генри, Иоанн в марте 1208 года пошел на уступки и сохранил за Уолтером де Ласи его владения в Ирландии. В 1208 году после своего возвращения из Англии Уолтер де Ласи, возможно, занимал должность юстициария Ирландии вместо свергнутого Мейлера Фиц-Генри. В это время Иоанн Безземельный отправил в изгнание Уильяма де Браоза, бежавшего в Ирландию.
В июне 1210 года король высадился в Уотерфорде с большим войском, чтобы расправиться с братьями де Ласи. Через Лейнстер король прибыл в Дублин, откуда выступил в карательный поход на Мит. Иоанн Безземельный конфисковал владения Гуго де Ласи, в Мите и Ольстере, вынудив его бежать во Францию. Владения Уолтера де Ласи были также конфискованы на пять лет.
В 1211 году Уолтер де Ласи построил замок Белтёрбет, чтобы подчинить английской власти Западный Ольстер. Пытаясь заручиться поддержкой в Ирландии против назревающего восстания в Англии, король Иоанн Безземельный летом 1215 года начал переговоры с Уолтером де Ласи, который получил назад конфискованные ранее владения.
В 1218—1222 годах он занимал должность шерифа Херефордшира. В 1230 году он вместе с Джеффри де Мариско и Ричардом Мором де Бургом предпринял поход против короля Коннахта Аэда мак Руайдри (1228—1233).
После смерти Уолтера де Ласи его владения были разделены между двумя внучками, Марджори и Мод.

## Семья и дети
В ноябре 1200 года он женился на Маргарет де Браоз (умерла после 1255), дочери Уильяма де Браоза (1144/1153—1211), 4-го лорда Брамбера (с 1179), и Мод (Матильды) де Сен-Валери (около 1155—1210). Их дети:
- Петронилла де Ласи (около 1201—1288), жена сэра Ральфа VI де Тоэна, лорда Флэмстеда, сына сэра Роджера IV де Тоэна, лорда Флэмстеда, и Констанции де Бомон
- Эгидия де Ласи (родилась около 1205), муж — Ричард Мор де Бург (около 1194—1242), лорд Коннахта и Стратерна.
- Гилберт де Ласи (умер до 1230), был женат на Изабель Биго (около 1212—1250), дочери сэра Хью Биго, 3-го графа Норфолка и Мод Маршал. У Гилберта и Изабели были один сын и две дочери:
  - Уолтер де Ласи (умер между 1238 и 1241), был женат на Рохезе ле Ботиллер, бездетен
  - Марджори (Маргарет) де Ласи, жена сэра Джона де Вердена (1226—1274), лорда Уэстмита, сына Теобальда ле Ботиллера, 2-го барона Батлера, и Рохезы де Верден
  - Мод (Матильда) де Ласи (1230—1304), вышла замуж за лорда Джеффри де Геневилля (Жуанвиля) (1225/1233—1314), юстициария Ирландии, сына Симона де Жуанвиля, сенешаля Шампани, и Беатрисы Бургундской. Джеффри и Мод имели трех детей:
    - Джеффри де Геневилль (умер в 1283)
    - Пирс де Генневиль (1256—1292), владелец замков Трим и Ладлоу. Был женат с 1283 года на Жанне де Лузиньян, от брака с которой имел трёх дочерей
    - Джоанна де Геневилль, муж — Джеральд Фицморис Фицджеральд (умер в 1287)